# نجمی علوی
نجمی علوی نویسنده، از پایه‌گذاران جنبش زنان ایران و عضو تحریریهٔ مجلهٔ بیداری ما بود. او که ۶۲ سال از عمرِ خود را در مهاجرت گذراند، زمستان ۱۳۸۷ (۲۶ دسامبر ۲۰۰۸) در سن ۸۸سالگی در لندن درگذشت
و بنا بر وصیت‌اش جسدش را سوزاندند.
نجمی که خواهر کوچک‌تر بزرگ علوی و مرتضی علوی بود، مانند هر دوی آن‌ها گرایش‌های مارکسیستی داشت و عضو حزب توده بود. هرچند بعد از انقلاب ۵۷ ایران به سیاست‌های این حزب انتقاد داشت.
خاطراتِ نجمی علوی، به‌کوشش حمید احمدی در کتابی با عنوانِ ما هم در این خانه حقی داریم در سال ۱۳۸۳ در ایران منتشر شده است. از دیگر آثارِ او می‌توان به «گلی جون» (مجموعهٔ چند داستان کوتاه) و «مرتضی علوی» و «پیکار» اشاره کرد.

## کتاب شناسی
- ما هم در این خانه حقی داریم (خاطراتِ نجمی علوی)، به‌کوشش حمید احمدی، ۱۳۸۳.
- گلی جون» (مجموعهٔ چند داستان کوتاه)
- مرتضی علوی و پیکار